# 취리히주
취리히주(독일어: Kanton Zürich)는 스위스 동북부에 있는 주이다. 인구는 2020년 12월 31일 기준으로 1,553,423명으로 스위스에서 가장 인구가 많은 주이다. 수도는 취리히이다. 공식 언어는 독일어로 Züritüütsch라고 하는 현지 스위스 독일어 방언이 일반적으로 사용된다.

## 역사

### 초기사
취리히제 주변의 선사시대 말뚝 가옥은 스위스 알프스 주변에 있는 총 56개의 선사시대 말뚝 가옥 중 11개로 구성되어 있으며, 슈비츠, 장크트갈렌, 취리히주의 취리히 호수 주변에 산재되어 있다. 대표적인 곳으로는 취리히 호수 기슭에 위치한 프라이엔바흐-후르덴 로스호른, 프라이엔바흐-후르덴 제펠트, 라퍼스빌-요나 / 홈브레히티콘-펠트바흐, 라퍼스빌 – 요나 – 테이니쿰, 에를렌바흐-빈켈, 마일렌 - 로렌하브- 베덴스빌 보더 아우, 취리히-엥게 알펜콰이, 그로저 하프너, 클라이너 하프너가 있다. 호수가 시간이 지남에 따라 크기가 커졌기 때문에 원래 말뚝은 현재 406m의 수위 아래에서 약 4m에서 7m 지점이었다. 또한 취리히제 주변의 약 40k㎡의 작은 지역에는 그라이펜제의 그라이펜제 – 슈토렌 / 빌트스베르크 및 페피커제 호숫가의 베치콘–로벤하우젠 정착촌도 있다. 유네스코 세계 문화유산의 56개 스위스 유적지의 일부일 뿐만 아니라, 이 11개의 선사시대 말뚝 주거지는 각각의 분류 대상으로 등재되어 있다. 스위스의 국가적 및 지역적 중요성을 지닌 문화재 목록에 올라가 있다.
취리히가우는 알라마니아 공국에 있는 투르가우의 세분으로, 대략 로이스와 퇴스 사이의 영토로 구성되어 있다. 740년대부터 취리히가우의 상당 부분은 장크트갈 수도원이 소유했다. 760년경에 루트아르트와 바린 백작의 행정 재조직은 취리히의 성곽 도시를 공동 통치에서 면제했다. 취리히가우 카운티는 820년에 루이 피오우스이 이끄는 루아드커 백작을 위해 설립되었다. 은 9세기 후반에 명목상 별개의 영토로 남아 있었지만, 종종 투르가우와 같은 백작에 의해 통치되었다. 915년에 취리히가우는 투르가우와 함께 슈바비아의 부카르딩 공작에게 함락되었다. 10세기 후반에 취리히 카운티는 넬렌부르크 가문이 통치했으며, 1077-1172년에는 렌츠부르크 백작이 통치했다. 13세기까지 취리히가우는 합스부르크 왕가와 키부르크 가문으로 나누어 각각 취리히 호수 서쪽과 동쪽 영토를 차지했다.

### 도시 국가
취리히주의 영토는 1218년 독일 제국이 된 후 취리히시가 획득한 토지에 해당한다. 취리히는 특히 1336년 길드 혁명 이후 세기 동안 공격적인 영토 확장 정책을 추구했다. 취리히는 1351년 구스위스 연방에 합류했다.
취리히는 1440년대의 구취리히 전쟁에서 토겐부르크를 주장하고 잃었다. 1468년 취리히시가 합스부르크 왕가로부터 빈터투어를 매입한 후 라인강까지의 북부 지역이 주에 들어왔다. 1651년 취리히는 술츠 백작으로부터 라처펠트를 구입했다. 이 시점에서 현대 주의 거의 모든 영토(현대 국경 너머의 일부 영토도 포함)는 취리히의 소유였다. 뷜플링엔(1760년 인수), 부히(1761년 인수), 공동 관리 구역(콘도미니엄)이었던, 디에티콘과 라인나우(라인나우 수도원 소유)는 예외이다.
18세기에 "내부 영지"(내부 포크타이엔)는 시 공무원의 직접적인 관리 하에 있었고 "외부 영지"(외부 포크타이엔)는 키부르크, 그뤼닝엔, 그라이펜제, 에글리자우, 레겐스겐베르크, 그리고 베덴스빌 및 크노나우, 빈터투어는 명목상 취리히의 지배를 받았지만 광범위한 자치권을 유지했다.
중세 이교도의 이름인 취리히가우는 15세기와 16세기에 취리히시의 영토에 사용되었다. 칸톤이라는 용어는 16세기에 점차 사용되기 시작했지만 취리히가우는 19세기까지 널리 사용되었다. (1831년 현대 칸톤이 형성된 후 쓸모없어짐).
단명한 헬베티아 공화국(1798-1803) 하에서 취리히주는 순수한 행정 구역이 되었다. 1803년 서쪽에 있는 취리히의 일부 이전 소유지가 아르가우주의 일부로 독립했다. 1804년 칸톤스푀리차이 취리히는 란트에거-칸톤 취리히 군단으로 설립되었다.

### 현대의 주
1814년에 주 헌법이 제정되었고 1831년에 급진적 자유주의 헌법으로 대체되었다. 급진적 자유주의 질서에 대항한 보수적인 농촌 주민들의 무장봉기인 취리푸치는 주 정부를 해산시켰고, 임시 보수 정부는 폴 칼 에두아르드 지글러 대령에 의해 세워졌다. 남부 연방의 다른 급진적 자유주의 주의 개입의 위협 아래 임시 정부는 1831년 헌법이 유효할 것이라고 선언했다. 1839년 9월 9일 소란스러운 회의에서 주 의회는 이른바 9월 체제에서 해산을 선언했다. 새로 선출된 주 정부는 모든 주의 관리를 보수당으로 교체했지만, 1844년 급진적 자유당 선거에서 승리하여 다시 축출되었다.
알프레드 에셔는 1844년의 새로운 주 의회 의원이었다. 그는 1848년에 주정부에 선출되었고 같은 해에 새로운 연방 헌법에 따라 최초의 전국 위원회에 선출되었다. 1844~1868년의 급진적 자유주의 시대는 알프레드 에셔가 구축한 자유주의 정치인과 기업가의 네트워크인 소위 에셔 체제가 지배했다. 에셔는 거의 군주제 방식으로 주를 통치했으며 일반적으로 알프레드 1세 또는 전 취리히의 차르라고 불렸다. 에셔는 처음에는 정치적 반대가 거의 없이 모든 주(州) 기관을 통제하여 1839년 보수적인 인수의 흔적을 모두 말소했다. 에셔의 통치 아래 취리히시는 여전히 유지하고 있는 경제 및 금융 중심지의 지위를 차지했다. 에셔 체제의 지배에 대한 반대는 1863년 이후에 증가했다. 주 정부는 자유주의가 폐지한다고 주장했던 귀족 통치 체제를 계속 유지한다는 비난을 받았다. 야당인 민주화 운동은 시장 요한 야콥 슐저와 홍보 담당자인 살로몬 블뢰러가 이끄는 빈터투어를 중심으로 이루어졌다. 그들은 대중 발의의 직접 민주적 수단의 도입을 부과하는 데 성공했다. 1865년에 주 헌법 개정을 촉진했다. 1869년 4월, 새로운 주 헌법이 대중 투표에 의해 채택되어 추가 직접 민주주의 요소와 연방 상원의 주 정부와 주 대표의 대중 선거를 도입했다. 새 헌법은 또한 사형을 폐지하고 (취리히에서 마지막으로 교수형이 집행된 것은 1810년, 단두대에 의한 마지막 공개처형은 1865년에 실시됨) 종교의 자유와 결사의 자유를 보장하고 누진세를 도입했다.
1877년 취리히 주립 연구소는 음식과 식수의 품질을 규제하기 위해 설립되었다. 최초의 주 화학자는 하루티운 아벨얀츠(Haruthiun Abeljanz) 박사로 새로운 실험실을 설립하는 데 중요한 역할을 했으며, 창고를 개조된 창고에서 시작하여 Lintheschergasse 10으로 옮기고 요한 하인리히 페스탈로치 기념관인 페스탈로치비제(Pestalozziwiese) 바로 뒤에 위치했다.
주립 은행은 1870년에 농장과 기업에 고정 이자율로 주의 대출을 규제하기 위해 설립되었다.
비례대표법은 1916년에 통과되어 사민당의 부상을 지지했다. 여성 참정권 도입에 대한 제안은 1920년에 거부되었다. 여성 참정권은 1969년 시 차원에서 도입되었고 1971년 통과된 연방법에 의해 부과되기 직전인 1970년에 주 차원에서 도입되었다.
20세기에도 경제성장은 계속되었다. 1910년 뒤벤도르프에 첫 번째 공항이 건설되었고, 1948년에는 클로텐 국제공항으로 대체되었다. 20세기의 마지막 수십 년 동안 급속한 도시화는 주 전역과 그 너머로 확대되었으며 1990년부터 S-반으로 더욱 가속화되었다. 바인란트, 크노나우어암트(Knonaueramt)와 오버란트의 몇몇 지방 자치 단체는 도시까지 통근이 용이하지 않은 곳에 남아 있다.
현재 헌법은 2006년 1월에 1869년 헌법을 대체했다.
취리히의 안티콰리세 게젤샤프트는 주의 역사 보존에 전념하는 조직이며, 공문서, 국립 문서 보관실 취리히에는 국가기록 보관소가 있다.

## 지리

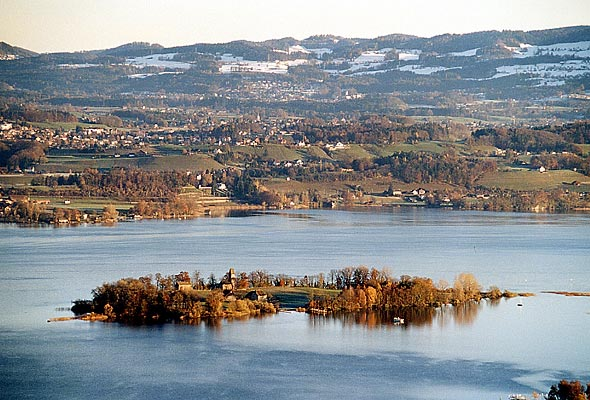
취리히 호수와 스위스에서 가장 큰 섬, 우페나우

취리히주는 스위스 고원의 동쪽 부분에 위치하고 있다. 주는 완전히 하이라인강 배수 유역 내에 있다. 빙하 지형이 특징이며 일반적으로 남동에서 북서로 흐르는 일련의 강이 가로지르며, 서쪽에서 동쪽으로 나열된다: 로이스강, 레피시강, 질강, 린트강 - 리마트강 (취리히호수 형성), 글라트, 퇴스 및 투어 주요 호수는 취리히 호수 (린트강-리마트강, 88km2), 그라이펜제 (글라트, 8.4k㎡)이다. 및 페피커제 (글라트, 3.3k㎡). 작은 호수에는 튀를러제 (리마트강), 카트첸제(글라트), 휘트너제 (질강), 뤼첼제(리마트강)가 있다.
이웃한 주는 북쪽으로 샤프하우젠, 서쪽으로 아르가우, 남쪽으로 추크와 슈비츠, 동쪽으로 투르가우와 장크트갈렌이 있다.
또한 독일의 발트슈트 지구와 국경을 접하고 있다. 바덴-뷔르템베르크의 콘스탄츠 지구는 뷔징엔 암 호히라인의 작은 독일 영토에 속한 시정촌에 속한 외딴 작은 마을인 스테머와의 짧은 국경 때문에 460m에 불과하다.
칸톤은 크게 도시와 호수, 북서쪽에 운터란트, 남동쪽에 오버란트, 북동쪽에 바인란트와 빈터투어, 알비스 남서쪽에 크노나우어암트(Knonaueramt)로 나눌 수 있다. 취리히 광역권은 주 경계를 넘어 확장된다.

캔톤의 면적은 2011년 기준으로 1,728.8k㎡이다. 이 면적 중 43.4%가 농업용으로 사용되고 30.7%가 산림이다. 나머지 토지 중 20.1%는 정착지(건물 또는 도로)이고 5.8%는 불모지이다.
대부분의 캔톤은 북쪽의 하이라인강 쪽으로 흘러가는 얕은 강 계곡으로 구성되어 있다. 라프처펠트는 1651년에 라인강 북쪽에 있는 지역으로, 주의 북서쪽과 남동쪽에서 각각 쥐라와 알프스를 향해 솟아 있다. 린트 계곡은 취리히 호수로 이어지며, 리마트까지 이어진다. 이 계곡은 취리히주의 가장 중요한 계곡이다. 글라트 계곡은 그라이펜제에서 시작되며, 능선에 의해 리마트강에서 분리된다. 퇴스 계곡은 협곡과 같다. 그 계곡은 주의 동쪽에 위치하며, 산악 지대에 의해 장크트갈렌주의 토겐부르크 지역과 분리되어 있다.
회른리(1,133m)는 이 산등성이의 가장 높은 고도이다. 질강의 계곡은 주의 서쪽에 있다. 취리히시의 리마트강과 합류한다. 질강은 알비스 산맥에 의해 취리히 호수와 분리되어 있다. 알비스호른(915m)은 이 범위의 가장 높은 고도이다. 슈네벨호른은 취리히(서쪽)와 장크트갈렌(동쪽) 사이에 있는 퇴스 계곡의 피센탈 근처에 위치한 산이다. 취리히주의 가장 높은 정상(1,292m)이다. 위틀리베르크는 알비스 산맥의 일부이다. 이 산은 취리히시의 주민에게 레크리에이션을 위해 인기가 있다.
대부분의 캔톤은 라인강 남쪽에 있으며, 예외는 언급한 라프저펠트와 놀이라고 하는 라우펜-우비젠 마을의 작은 부분이다.

## 행정 구역
12개의 구(베지르크)로 나뉘어 있다.
- 취리히구는 취리히시로 구성되어 있다.

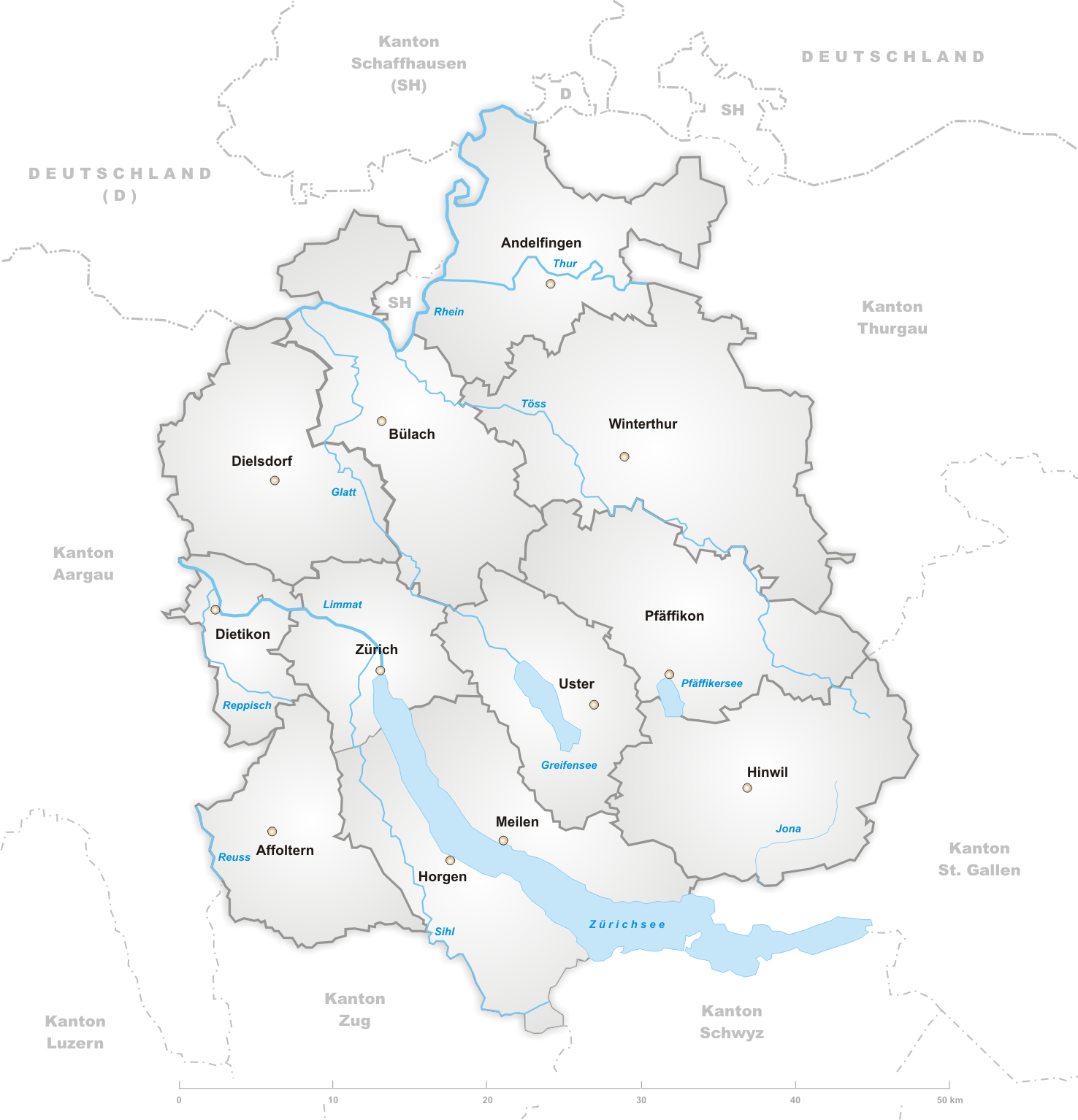
취리히주의 구

- 아폴터른구는 아폴터른 암 알비스 등이 있다.
- 안델핑엔구는 안델핑엔 등이 있다.
- 뷜라흐구의 수도는 뷜라흐이다.
- 딜스도르프구의 수도는 딜스도르프이다.
- 디에티콘구의 수도는 디에티콘이다.
- 힌빌구는 수도는 힌빌이다.
- 호르겐구의 수도는 호르겐이다.
- 마일렌구의 수도는 마일렌이다.
- 페피콘구의 수도는 페페콘이다.
- 우스터구의 수도는 우스터이다.
- 빈터투어구의 수도는 빈터투어이다.

### 지방 자치체
2015년 12월 기준으로 주에는 169개의 지방 자치체(정치적 게마인덴)가 있다.

## 인구통계
2020년 12월 기준, 취리히의 인구는 1,553,423명이다. 2010년 기준으로 인구의 23.7%가 거주하는 외국인이다. 2000년부터 2010년까지 지난 10년 동안 인구는 12.7%의 비율로 변화했다. 이민은 10.3%, 출생과 사망은 2.6%를 차지했다.
2000년 기준, 대부분의 인구는 독일어(1,040,168 또는 83.4%)를 모국어로 사용하고, 이탈리아어가 두 번째로 많이 사용(49,750 또는 4.0%)하고 세르비아-크로아티아어 (21,334 또는 1.7%)를 사용한다. 프랑스어를 구사하는 사람은 17,685명이고, 로만슈어를 구사하는 사람은 2,606명이다.
주 인구 중 314,394명(약 25.2%)이 취리히에서 태어나 2000년에 취리히에서 살았다. 같은 주에서 태어난 291,631명(23.4%)이 있었고, 284,461명(22.8%)이 스위스 타지에서 태어났고,  310,53명(24.9%)이 스위스 외부에서 태어났다.
2000년 기준으로 아동·청소년(0~17세)이 20.5%, 성인(18~64세)이 64.4%, 노인(64세 이상)이 15%를 차지한다. 2000년 현재 미혼이며, 독신인 사람은 531,094명이다. 기혼자는 566,636명, 미망인은 66,012명, 이혼한 사람은 84,164명이었다.
2000년 기준으로 주의 개인 가구는 567,573가구로 가구당 평균 2.1명이다. 1인 가구는 223,869가구, 5인 이상 가구는 27,935가구이다. 2009년 기준 신규주택 건설률은 인구 1000명당 5.3세대이다. 2003년 현재 취리히시의 평균 아파트 임대 가격은 1288.84 스위스 프랑 이었다.(CHF) 월(US$1030, £580, €820, 2003년 환율). 방 1개짜리 아파트의 평균 가격은 733.01 CHF(US$590, £330, €470)였고, 방 2개짜리 아파트는 약 1009.94 CHF(US$810, £450, €650), 방 3개짜리 아파트는 약 1192.66 CHF(US$950, £540, €760) 및 6개 이상의 방 아파트 비용은 평균 2550.35 CHF(US$2040, £1150, €1630)이다. 취리히시의 평균 아파트 가격은 전국 평균 1116CHF의 115.5%였다.
2010년 주 공실률은 0.63%였다.

### 역사적 인구
역사적 인구는 다음 차트에 나와 있다.

## 종교
1519년 훌드리히 츠빙글리는 취리히의 그로스뮌스터의 목사가 되었으며, 그 후 곧 취리히는 개혁주의 또는 개신교 주가 되었다. 츠빙글리는 1531년 전투에서 사망했지만, 칸톤은 다음 세기 동안 스위스 개혁 교회의 요새로 남아 있었다. 다수의 인구가 개신교(43%)인 반면, 2004년 인구의 31%는 로마 가톨릭교도였으며, 남유럽에서 상당한 이민의 유산이다.
2000년 인구 조사에서 497,986명(39.9%)이 스위스 개혁 교회에 속했고, 380,440명(30.5%)이 로마 가톨릭 신자였다. 나머지 인구 중 정교회 교인은 29,592명(인구의 약 2.37%), 크리스찬 가톨릭 교회 교인은 1,435명(인구의 약 0.11%), 70,897명이었다. 다른 기독교 교회에 속한 개인(또는 인구의 약 5.68%). 유대교는 6,461명(인구의 약 0.52%)이었고, 이슬람교는 66,520명(인구의 약 5.33%)이었다. 불교는 5,878명이었다. 6,024명의 힌두교와 1,456명의 다른 교회에 속한 개인이 있었다. 165,324명(인구의 약 13.25%)이 교회에 속하지 않고, 불가지론자 또는 무신론자이며, 50,090명(인구의 약 4.01%)이 질문에 대답하지 않았다.

## 경제
대부분의 토지는 경작지이지만, 취리히주는 농업 지역으로 간주되지 않는다. 북쪽과 동쪽의 토지는 더 농업적이지만, 주의 모든 부분에서 제조업이 우세한다. 취리히주는 기계로 유명하다. 비단과 면직물은 과거에는 중요했지만, 지금은 더 이상 중요하지 않다. 대규모 제지 산업이 있다. 중소기업은 취리히주의 경제에 중요한 기여를 하고 있다. 취리히시는 주요 은행 중심지이며, 보험도 중요하다.
2014년에 취리히 근로자의 약 1.2%가 1차 부문에서 일한다. (스위스 전체의 합계는 3.3%). 2014년에 2차 산업은 145,744명으로 전체의 약 14.7%를 고용했는데, 이는 전체 국가의 21.8%보다 훨씬 낮다. 2차 부문 근로자 중 4분의 1 이상이 건설업에 종사했고, 9.5%가 일반 건설업에 종사했다. 또한 근로자의 거의 9%가 전자 제품을 제조했다. 3차 고용은 836,410명으로 전체의 약 84.1%로 전국 74.9%보다 훨씬 높다. 이 숫자는 2010년 이후 약 180,000명이 증가했지만 같은 기간 동안 주 인구는 73,000명만 증가했다. 3차 부문에서 4번째로 큰 하위 부문(2008년)은 3차 전체의 6.2%를 차지하는 금융 서비스였다.
2010년 현재 취리히의 실업률은 3.9%이다. 2008년 기준으로 1차 경제 부문에 12,507명이 고용되었고, 이 부문에 관련된 약 4,227개의 기업이 있다. 143,231명이 2차 부문에 고용되었고, 이 부문에 11,383개의 기업이 있었다. 655,848명이 3차 부문에 고용되었으며, 이 부문에 58,796개의 기업이 있다.
2008년에 정규직에 해당하는 총 일자리 수는 678,306개였다. 1차 부문의 일자리 수는 8,120개였으며 그 중 농업 7,771개, 임업 또는 목재 생산 320개, 어업 또는 어업 29개였다. 2차 부문의 일자리 수는 133,723개였으며 이 중 81,212개(60.7%)가 제조업, 774개(0.6%)가 광업, 47,014개(35.2%)가 건설에 종사했다.
3차 부문 일자리는 53만 6,463개였다. 3차 부문에서; 105,226개(19.6%)는 자동차 판매 또는 수리, 38,005개(7.1%)는 물품 이동 및 보관, 33,417(6.2%)은 호텔 또는 레스토랑, 35,571개(6.6%)은 정보 산업, 81,163개(15.1%)는 보험 또는 금융 산업, 65,139개(12.1%)는 기술 전문가 또는 과학자, 36,792개(6.9%)는 교육, 63,800개(11.9%)는 의료 분야였다.
근로인구 중 37.4%는 대중교통을 이용해 출근했고 41.8%는 자가용을 이용했다.
해당 주의 주, 지방 및 교회 세율은 일반적으로 국가 전체의 평균 세율보다 약간 낮다.

## 교통

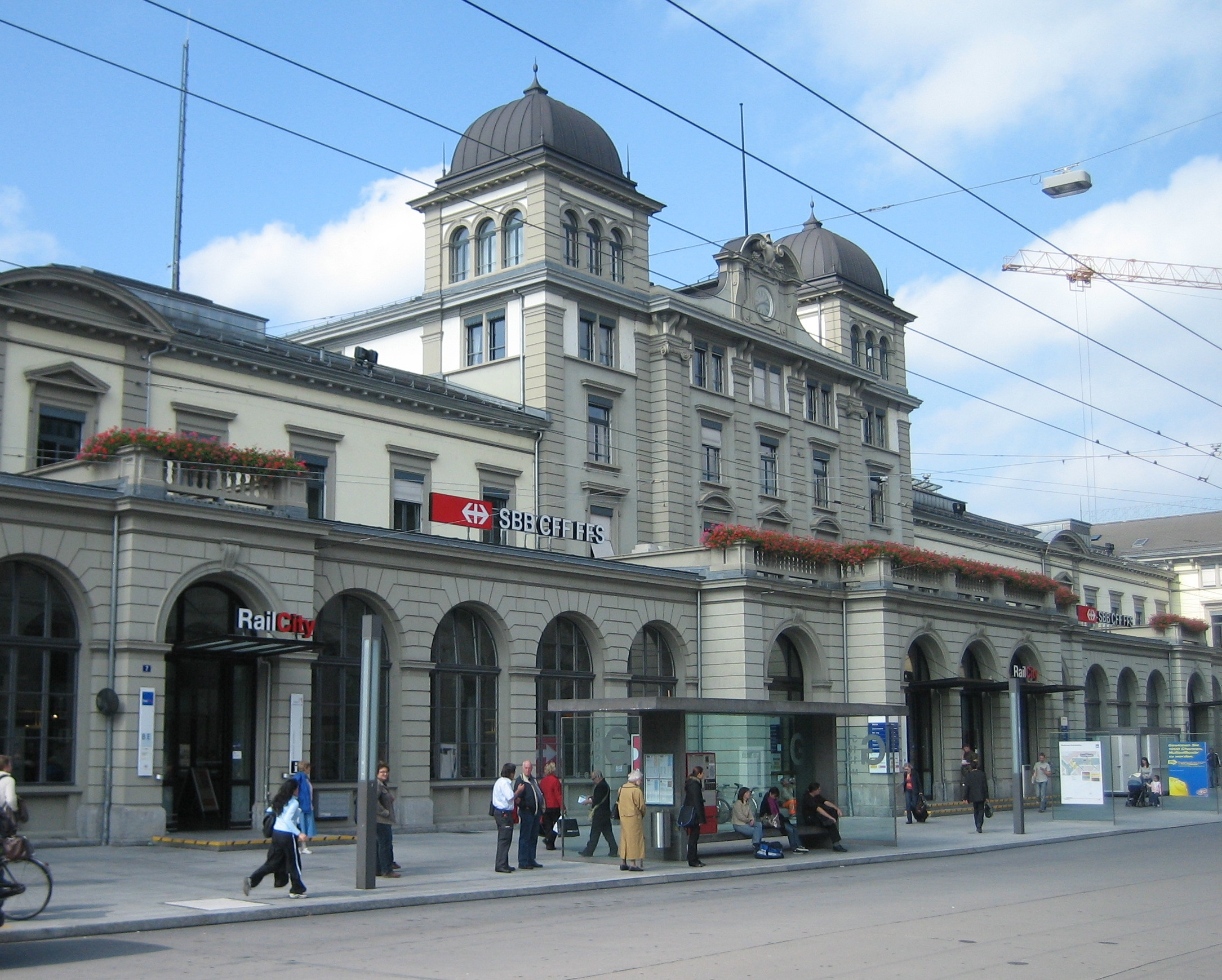
빈터투어역

표준궤의 철도는 주의 모든 주요 계곡을 통과한다. 교통의 중심지는 취리히로, 수많은 지역 철도가 국내 및 국제 철도로 연결된다. 취리히시의 기차역인 취리히 중앙역은 도착 및 출발 열차 수를 계산할 때 유럽에서 가장 바쁜 기차역 중 하나이다. 취리히는 철도 연결을 통해 다른 유럽 도시와 잘 연결되어 있다. 주요 열차 ICE, TGV 및 시살피노가 취리히까지 연결된다.
최초의 스위스 철도는 1847년 리마트 계곡에서 운행되었으며, 취리히와 바덴을 연결한다.
스위스 취리히 공항의 주요 공항은 취리히 도심에서 불과 12km 떨어진 클로텐에 있다. 스위스 국제항공의 본거지이다.
A1, A3 및 A4 고속도로가 주를 통과한다. 주를 통과하는 다른 고속도로와 고속도로에는 A7, A51, A52 및 A53이 있다. 주요 허브는 취리히와 빈터투어이다.

## 교육
취리히에서는 인구의 약 493,209명(39.5%)이 필수가 아닌 고등 교육을 이수했으며, 212,154명(17.0%)이 추가 고등교육( 대학 또는 응용학문대학)을 마쳤다. 고등 교육을 마친 212,154명 중 55.8%가 스위스 남성, 25.5%가 스위스 여성, 11.6%가 비스위스계 남성, 7.1%가 비스위스계 여성이었다.